# Lake Buckhorn (Ohio)
Lake Buckhorn es un lugar designado por el censo ubicado en el condado de Holmes en el estado estadounidense de Ohio. En el Censo de 2010 tenía una población de 601 habitantes y una densidad poblacional de 115,33 personas por km².

## Geografía
Lake Buckhorn se encuentra ubicado en las coordenadas 40°28′21″N 81°54′36″O / 40.47250, -81.91000. Según la Oficina del Censo de los Estados Unidos, Lake Buckhorn tiene una superficie total de 5.21 km², de la cual 4.55 km² corresponden a tierra firme y (12.67%) 0.66 km² es agua.

## Demografía
Según el censo de 2010, había 601 personas residiendo en Lake Buckhorn. La densidad de población era de 115,33 hab./km². De los 601 habitantes, Lake Buckhorn estaba compuesto por el 99.17% blancos, el 0.17% eran afroamericanos, el 0.17% eran amerindios, el 0% eran asiáticos, el 0% eran isleños del Pacífico, el 0.17% eran de otras razas y el 0.33% pertenecían a dos o más razas. Del total de la población el 0% eran hispanos o latinos de cualquier raza.